# Kalush Orchestra
Kalush, og i nogle sammenhænge Kalush Orchestra, er en ukrainsk hiphopgruppe, der blev grundlagt i 2019. Bandet består af rapperen Oleh Psiuk, multiinstrumentalisten Ihor Didentsjuk og DJ MC Kilimmen. Didentsjuk er også medlem af det ukrainske electro-folk band Go_A. Bandet er opkaldt efter Kalusj, hjembyen for grundlæggeren Oleh Psiuk.
Kalush driver også sideprojektet Kalush Orchestra sammen med folkemusikerne Tymofij Muzytsjuk og Vitalij Duzjyk. Kalush Orchestra repræsenterede Ukraine i Eurovision Song Contest 2022 og vandt med sangen "Stefania".
Kalush vandt oprindeligt ikke den ukrainske melodi grand prix. Oprindelig var det var Alina Pash med sangen "Tini zabutykh predkiv", men hun valgte at trække sig fra at repræsentere Ukraine ved Eurovision Song Contest 2022 på grund af hendes tidligere rejser i Rusland.